# 乌尔夫·冯·奥伊勒
乌尔夫·斯万特·冯·奥伊勒（瑞典語：Ulf Svante von Euler，1905年2月7日—1983年3月9日），瑞典生理学家和药理学家。他因为神经递质方面的工作，与伯纳德·卡茨、朱利叶斯·阿克塞尔罗德一起获得1970年诺贝尔生理学或医学奖。